# 米爾格拉本河 (美因河支流)
50°01′10″N 10°20′32″E / 50.019337°N 10.342303°E
米爾格拉本河是德國的河流，位於該國東南部，由巴伐利亞負責管轄，屬於美因河的右支流，河道全長1.7公里，發源自蓋德海姆東北面。